# 李锐 (1917年)
李锐（1917年4月13日—2019年2月16日），原名李厚生，男，汉族，湖南平江人。中国中共党史专家，曾担任毛泽东兼职工业秘书。毕业于武汉大学机械系。曾任第十二届中央委员、中共中央顾问委员会委员、中共中央组织部常务副部长（正部级）。

## 生平

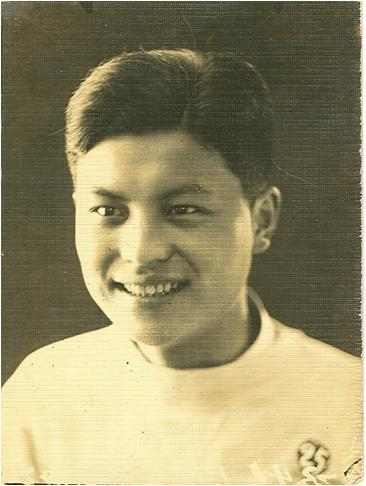
1934年李锐高中毕业照

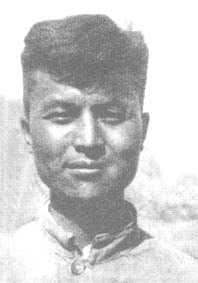
1944年出狱后的李锐在延安

李锐1917年4月13日出生于中华民国湖南省湘江道平江县长寿镇。其父李积芳，字攸溪，清光绪三十一年(1905年)赴日本留学，参加同盟会，毕业于早稻田大学政治经济科，与宋教仁同班。辛亥革命后，于民国2年被选为中华民国第一届国会众议员。
1928年李锐自楚怡小学毕业，升入楚怡中学，因得罪一国文教员，母帮其退学，转考入私立嶽雲中校。1934年高中畢業，當年秋考入国立武汉大学工学院机械系；参与组织武大学生救国会，参加“一二九运动”。1936年春起，李锐开始积极参与同中共有联系的武汉市秘密学联工作，标志着他正式参加革命工作。1937年5月离开武汉大学，加入中国共产党。此后分别在湖南、延安和中国东北从事青年和新闻工作。1943年，李銳在延安時經歷了搶救運動。當時，李銳的同學被逼供時承認自己是特務，並指李銳是他的上級。李銳因此被關入延安保衛處「監獄」一年多。1945年后到东北，先后任中共领导人高岗、陈云的秘书。
1949年至1952年任《新湖南报》主编、中共湖南省委宣传部长，在土改期间力主保护曾国藩故居。1952年调北京任水电建设总局局长，主管水电。1958年1月，在南宁会议上向毛泽东阐述三峡大坝的问题，后被任命为毛泽东和水利部之间的通信员。同年，任水利电力部副部长。
1959年庐山会议被定为“彭德怀反党集团成员”，被戴上「右傾機會主義分子」的帽子，撤销一切职务，1960年3月被开除党籍，5月和右派份子們一道下放北大荒劳动。“文革”期间因得罪中央政治局常委陳伯達，1967年11月11日被关押在秦城监狱關單監，仍坚持给国务院总理周恩来写信揭发陈伯达。1975年5月30日釋放。
1979年獲平反，出任電力工業部副部长。1982年－1984年依中共元老陳雲的推薦出任中共中央组织部常务副部长、青年干部局局长。离职后主管《中国共产党组织史资料》的编纂工作。1988年着手著作《庐山会议实录》。
1989年1月9日-2月20日，应美国哈佛大学费正清中心邀请，赴美国讲学。访问了哈佛、西里斯克、密歇根、芝加哥、伯克利和斯坦福5所大学的东亚研究中心。5月，春秋出版社和湖南教育出版社联合内部发行《庐山会议实录》。 5月26日，与另三位中顾委文职委员：李昌、于光远和杜润生联名至中央军委、国务院和学生、市民公开建议书“紧急建议：呼吁学生与部队双方无条件撤退”。“六四”之后，四人在中顾委挨批，不予“党员登记”。有人提出将四人清除出中国共产党。1990年8月，陈云批示称，“他们四个人的意见都是在党内的会议上讲的，没有违反组织原则。我们党内过去这样的教训太多了，应该吸取，不应该把四个人开除出党。”由此，这四人均未被开除出党。
1992年10月，中共十四大宣布中顾委解散。从此未有任何正式职务。
1993年3月19日-4月17日，应澳大利亚悉尼大学邀请，赴澳洲访问、座谈、讲演。5月21日-7月1日，应美国科罗拉多大学邀请，参加“党——国”中国问题研讨会（遇苏绍智、王若水，前者流亡美国，后者在哈佛做访问学者）。会前由女儿南央陪伴在加州大学洛杉矶分校和圣地亚哥大学分别作“三峡”和“毛泽东”主题报告（在洛杉矶见到流亡美国的许家屯、金尧如）。会后至波士顿接受美国制片人苏珊《中国革命》一片采访，并在哈佛费正清中心做“中国问题”讲演。返德州女儿家小住数日之后，由女婿巴悌忠陪伴，参加明尼苏达“海峡两岸问题——中国：在历史的转折点上”研讨会（胡绩伟、苏绍智、王若水、许家屯、陆铿，台湾的吕秀莲和龙应台等也参会）。回国后被国安部反复询问与许家屯会面情况，从此再未被获准出境（包括香港）参加各类学术活动，1997年申请探望女儿，参加外孙女的高中毕业典礼也遭拒批。
退休后一直呼吁民主宪政和政治体制改革，被視為中共黨內自由派人物。
2011年，自费出版《李锐文集》。
2013年，亲自审阅的《李锐口述往事》问世。
李锐是中共第十二届中央委员会委员，在1985年9月中共全国代表会议和中共十三大上分别增选、当选为中央顾问委员会委员。

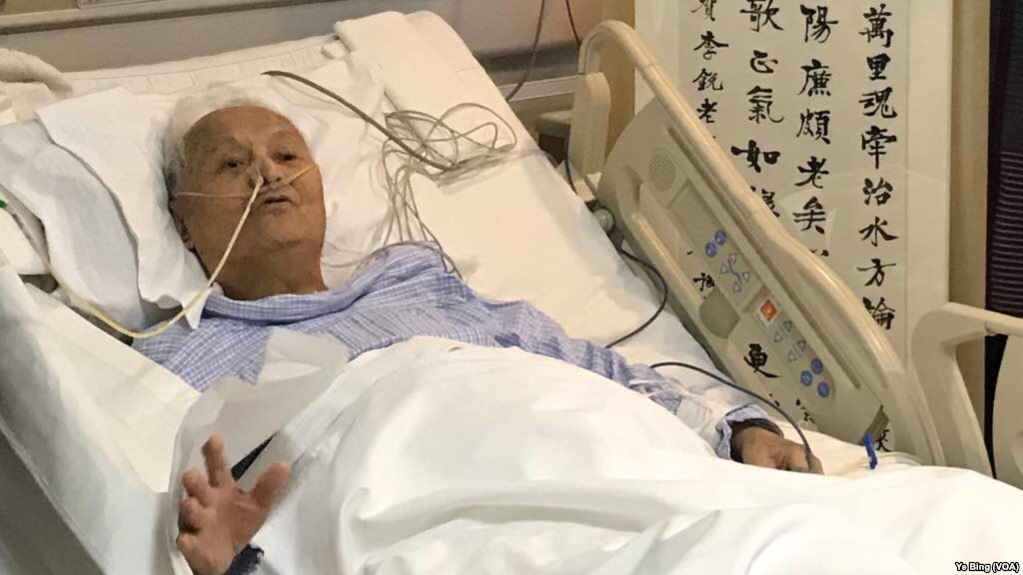
2018年病房中的李锐

2018年4月4日，李锐因多重器官衰竭，在北京醫院加护病房治療。8月，高瑜探望，李锐後來身體好轉，除了健談之外，還能自己坐起身。11月22日，李锐再度病危，因有一位患上感冒的人在场而李锐被傳染，需要用呼吸儀器幫助治疗。期间受到美国之音采访时，称习近平只有“小学程度”的文化。
2019年2月16日上午8点32分，李锐在北京医院逝世，享嵩寿101岁。他的女兒李南央發表聲明說不能接受把她父亲作为共产党干部及不能接受「沾满了人民鲜血」的黨旗盖在父亲遗体上，她强调父亲意願是死後「不開追悼會、不進八寶山和不蓋黨旗」及他始终有很强的独立思考精神。但遗孀张玉珍（李锐女之继母）则否认李锐生前曾有类似遗嘱。2月20日，李锐遗体告别仪式按正部级规格在北京八宝山革命公墓举行，习近平、李克强、朱镕基、陈希等致送花圈。女兒李南央對此感到悲哀，稱遗体盖上党旗不符合父親的意願。2月28日，新華社正式發佈李銳讣告。

## 李锐日记
去世前，李锐将自己历时80多年写的1000万字日记交给女儿李南央保管，让她捐赠给美国斯坦福大学胡佛研究所圖書檔案館。其后李南央继母张玉珍在北京市西城区法院提出起诉，要求讨回李锐日记。随后胡佛研究所向美国法院提出反诉，提出在捐赠物实际所在地的美国法院作出裁决。据李南央透露，李锐去世后，其北京家中书房里的所有书籍和文稿已被全部收走。
案件于2019年6月25日在北京西城区法院审理当天，张玉珍发表声明，表示打官司不是自己的意愿，“希望不要再来找我了”。对此，李南央做出反应，要求张玉珍撤诉。目前日记内容由胡佛研究所向公众开放，同时接受网上预约登记阅读。
2019年11月，中国的法院将日记的所有权判给了张玉珍，命令斯坦福大学（胡佛研究所所属）将日记在30日内还给她。对此，斯坦福大学在美国的法院起诉张玉珍，要求法院澄清日记所有权。张玉珍在美国反诉斯坦福大学和李南央，因为侵犯版权、侵犯隐私、故意导致情绪压力。李南央说：继母张玉珍住在中国，超过90岁了，这个诉讼实际是中国政府进行的，目的是为了让公众看不到李锐的日记。
2020年5月，张玉珍委任美国律师状告斯坦福大学和李南央串谋偷窃李锐日记。案件于2024年8月下旬在美国加利福尼亚北区联邦地区法院开庭审理，庭审预计持续近半年。

## 观点
李锐作为曾经主管中国水利的领导人，是中国主要的三峡工程反对派代表人物，1980年代初著有《論三峽工程》一書，並多次上书高层指出，将来三峡工程完工，库尾洪水位剧升，必然要为重庆“准备后事”。并引用水利工程专家黄万里的话说，今后恐怕会在白帝城立三个铁人，支持、主導三峽工程的前国务院总理李鹏、前水利电力部部长钱正英和中国水电专家张光斗。
李锐是中共元老習仲勛好友，他一直称赞習仲勛的人品，但晚年公開称其子习近平的文化水平实际只有小学程度，当上总书记后又刚愎自用，不听他人劝告。李锐又指出毛澤東当年犯过錯誤，又批评习近平推倒邓小平提出的废除干部领导职务终身制，大搞个人崇拜。需要注意的是，他在《李锐口述往事》中明确表示自己未直接提拔习近平，而是由习仲勋的亲信操办。

## 争议
河南籍作家王西亮于2011年在《信阳日报》撰文，对李锐提出质疑：
“李锐大肆歌颂邓小平、胡耀邦，说他们是少有的‘大政治家’、‘中国的希望’。然而，令人不解的是，这位在邓小平生前唱了那么多赞歌的李秘书，在1997年邓小平去逝后，立即站出来‘仗义执言’……最近，李锐又频频接受记者采访，称赞‘锦涛和家宝同志的这些讲话都非常好，我相信中央领导同志都在考虑政治体制如何改革的问题’。但是，再过几年或者若干年之后，李锐还会说出什么样的话呢？只有天知道了，不过，就其一生的所作所为判断，只要稍有思维的人们就自然能作出断然回答。”
“李锐前不久出了本大书，名为《毛泽东秘书手记》，封面‘毛泽东秘书’几个字煞是醒人眼目，让人不得不看。至于，李锐是否是‘毛泽东的秘书’至今尚未查出中央任命的正式文件。退一步讲，因李锐在另外文章、另外场所回忆到的‘是兼职的秘书’，但也只有李锐的个人回忆说明，并无旁证。而不管怎么说，仅靠一段无历史记录、只有自己知道的兼职秘书身份，却在‘兼职’近50年后以‘秘书’之名出书，并在书面上精心包装，去掉‘兼职’二字，突出‘毛泽东的秘书’几个字，这其中包藏的用心，不能不令人猜作他想……话又说回来，既然毛泽东在李锐的心目中是那么的‘独裁’、‘专制’，可为什么在出书时，自己非要如此强烈地、处心积虑地要去当‘毛泽东的秘书’呢？并且要去掉‘兼职’、要做‘正统’的秘书呢？这一良苦用心实在令人不敢以为属于正人君子之所为，相反，倒是想到了江湖骗子的招摇撞骗术。”

## 著作

### 1950年代
- 《人民民主力量为什么比帝国主义力量强大》，中南人民出版社，1951年初版
- 《毛泽东同志领导的长沙泥木工人大罢工》，湖南通俗读物出版社，1953年初版
- 《工业的动力一电-水力发电（中央科学讲座讲演速记稿）》，中华全国科学技术普及协会，1954年初版
- 《學習蘇聯水力發電建設的經驗》，燃料工業出版社，1955年初版
- 《黃河的治理和開發》,中華全國科學技術普及協會,1956年初版
- 《海上擒匪记》，福建人民出版社，1956年初版
- 《毛泽东同志的初期革命活动》，中国青年出版社，1957年初版
- 《长江规划问题》，电力工业出版社，1957年初版
- 《論水力發電與河流規劃》，電力工業出版社1957年初版

### 1980年代
- 《龙胆紫集》，湖南人民出版社，1980年初版
- 《毛泽东的早期革命活动》，湖南人民出版社，1980年初版
- 《窑洞杂述》，湖南人民出版社，1981年初版
- 《论水力发电与河流规划》，水利电力出版社，1982年初版
- 《怀念十篇》，人民出版社，1983年初版
- 《論三峽工程》，湖南科学技术出版社，1985年初版
- 《起用一代新人》（附於黨史和組織史資料）湖南人民出版社，1985年初版
- 《怀念廿篇》，三联书店，1987年初版
- 《廬山會議實錄》，春秋出版社，1989年初版，ISBN 7-5069-0199-4；

### 1990年代
- 《毛泽东早年读书生活》，辽宁人民出版社，1992年初版，ISBN 7-205-02065-4
- 《毛泽东的早年与晚年》，貴州人民出版社，1992年初版，ISBN 7-221-02852-4
- 《早年毛泽东：毛泽东的早期革命活动》，辽宁人民出版社，1993年初版，ISBN 7-205-01964-8
- 《三十歲以前的毛澤東》，時報出版1993年初版，ISBN 9-571-30903-6
- 《庐山会议实录：毛泽东秘书手记》，湖南人民出版社，1994年再版，ISBN 7-215-03072-5
- 《往事杂忆》，江苏人民出版社，1995年初版，ISBN 7-214-01516-1
- 《苦瓜的味道》，中國華僑出版社，1995年初版，ISBN 7-800-74884-7
- 《大躍進親歷記》，上海遠東出版社，1996年初版，ISBN 7-80613-218-X
- 《我心中的人物》，三聯書店，1996年初版，ISBN 7-108-00136-5
- 《毛澤東的晚年悲劇》，中央編譯出版社，1998年初版，ISBN 7-80109-228-7，南方出版社，1999年再版
- 《李锐反“左”文选》，中央编译出版社，1998年初版
- 《李锐论说文选》，中国社会科学出版社，1998年初版
- 《李锐日记（出访卷）》 ，作家出版社，1998年初版，ISBN 7-5063-1497-5
- 《李锐诗文自选集》，中国文联出版公司，1999年初版
- 《庐山会议实录：毛泽东秘书手记》，湖南人民出版社，1999年增訂第三版，ISBN 7-215-03072-5
- 《毛澤東的功過是非》，南方出版社，1999年初版，ISBN 962-257-660-5

### 21世纪
- 《李銳近作：世紀之交留言》，中華國際出版集團有限公司，2003年初版，ISBN 988-97107-1-4
- 《龍膽紫集》（詩集），澳門學人出版社，2005年初版，ISBN 99937-826-3-7
- 《毛泽东早年读书生活》，万卷出版公司，2005年初版
- 《恰同学少年：毛泽东早年读书生活》，万卷出版公司，2007年初版
- 《云天孤雁待春还——李锐1975－1979家信集》 美国溪流出版社（李南央编），2007年初版
- 《李锐日记（1946-1979）》三卷本，美国溪流出版社（李南央编），2008年初版
- 《李锐墨迹选》，浙江古籍出版社，2008年初版
- 《李銳口述往事》，大山文化出版社，2013年初版，ISBN 988-160-979-8[35][36]
- 《毛泽东：峥嵘岁月（1893-1923）》，北京联合出版公司，2014年初版

另：近年亦有為香港一些雜誌如《明報月刊》等撰文。

## 家庭
李锐的父亲李积芳（1882-1922），字攸溪，清光绪三十一年(1905年)赴日本留学，参加同盟会，先入经纬学校，后毕业于早稻田大学政治经济科。辛亥革命后任湖南法制局参事。民国2年被选为中华民国第一届国会众议员。国会解散后曾经营商矿。民国5年国会恢复，仍为众议院议员。民国6年赴广州参加非常国会，反对赵恒惕执湘政。民国11年第二次恢复国会时，再任众议院委员，同年病逝。
前妻范元甄（1921年5月21日-2008年1月24日），農曆1921年4月14日（陽曆1921年5月21日）出生於武漢漢口。1943年在李銳被鬥時范元甄與鄧力群有染，导致第一次离婚，旋复婚。1962年七千人大会后永久分手。1979年李锐平反之后范元甄主动提出与李锐复婚，但遭到李锐的拒绝和女儿的反对。范元甄退休後享受副部级离休干部待遇。
1979年10月李锐与张玉珍结婚。
李銳一兒二女皆為范元甄所生，兒子范苗隨母姓。女兒李南央（1950年8月-），传记作家、机械工程师，文革後曾奔走為李銳平反。1990年离开中国，在美国多个科研机构任职。2014年退休后，在斯坦福大学胡佛研究所任客座研究员。著有《我有这样一个母亲》、《我的父亲李锐》、《异国他乡的故事》等书。